# Динитрид пентамарганца
Динитрид пентамарганца — неорганическое соединение металла марганца и азота с формулой Mn5N2,
серые кристаллы.

## Получение
- Сжигание пирофорного марганца в атмосфере чистого азота при давлении 10 атм:

{\displaystyle {\mathsf {5Mn+N_{2}\ {\xrightarrow {850^{o}C}}\ Mn_{5}N_{2}}}}

## Физические свойства
Динитрид пентамарганца образует серые кристаллы.